# リメイン・イン・ライト
『リメイン・イン・ライト』（Remain In Light）は、アメリカのロックバンド、トーキング・ヘッズのスタジオ・アルバム。この作品を最後に、ブライアン・イーノがプロデューサーを降りている。
『ローリング・ストーン』誌が選んだ「オールタイム・グレイテスト・アルバム500」（2020年版）において39位にランクインした。

## 収録曲
作詞は「ヒート・ゴーズ・オン（ボーン・アンダー・パンチズ）」と「クロスアイド・アンド・ペインレス」を除いてすべてデヴィッド・バーン。当該2曲バーンとブライアン・イーノの作詞。作曲はトーキング・ヘッズのメンバー4人とブライアン・イーノ。
Side 1
1. ヒート・ゴーズ・オン（ボーン・アンダー・パンチズ） - Born Under Punches (The Heat Goes on) (5:46)
2. クロスアイド・アンド・ペインレス - Crosseyed and Painless (4:45)
3. グレイト・カーヴ - The Great Curve (6:26)

Side 2
1. ワンス・イン・ア・ライフタイム - Once in a Lifetime (4:19)
2. ハウシズ・イン・モーション - Houses in Motion (4:30)
3. シーン・アンド・ノット・シーン - Seen and Not Seen (3:20)
4. リスニング・ウィンド（風は友） - Listening Wind (4:42)
5. オーヴァーロード - The Overload (6:00)